# Jeremías Ledesma
Jeremías Conan Ledesma, mais conhecido como Jeremías Ledesma (Pergamino, 13 de fevereiro de 1993), é um futebolista argentino que atua como goleiro. Atualmente, joga pelo River Plate.
Em 2018, estava presente no plantel campeão da Copa da Argentina pelo Rosario Central, como o goleiro titular em todas as partidas da conquista.

## Carreira
Ledesma começou sua carreira no Rosario Central, unindo-se ao clube em 2006. Apareceu pela primeira vez no time principal em junho de 2013 como reserva em partida válida pela Primera B Nacional ante o Instituto e o Deportivo Merlo. No entanto, levou quase cinco temporadas para sua estreia profissional. Desde sua estreia na Primera División em 2017, o arqueiro não largou mais a titularidade. Sendo uma das peças-chaves no elenco auriazul na conquista da Copa da Argentina de 2018 frente ao Gimnasia y Esgrima La Plata.
Em 28 de março de 2019, o arqueiro estendeu seu contrato com o Rosario Central até junho de 2022. Antes disso, ele havia assinado um contrato com o clube em 31 de agosto do ano passado.

## Estatísticas
Até 3 de agosto de 2019. 
| Clube             | Temporada         | Campeonato nacional | Campeonato nacional | Copa nacional [a] | Copa nacional [a] | Competições continentais [b] | Competições continentais [b] | Outros torneios [c] | Outros torneios [c] | Total | Total |
| Clube             | Temporada         | Jogos               | Gols                | Jogos             | Gols              | Jogos                        | Gols                         | Jogos               | Gols                | Jogos | Gols  |
| ----------------- | ----------------- | ------------------- | ------------------- | ----------------- | ----------------- | ---------------------------- | ---------------------------- | ------------------- | ------------------- | ----- | ----- |
| Rosario Central   | 2016–17           | —                   | —                   | 1                 | 0                 | —                            | —                            | 3                   | 0                   | 4     | 0     |
| Rosario Central   | 2017–18           | 20                  | 0                   | —                 | —                 | 2                            | 0                            | 6                   | 0                   | 28    | 0     |
| Rosario Central   | 2018–19           | 24                  | 0                   | 10                | 0                 | 6                            | 0                            | —                   | —                   | 40    | 0     |
| Rosario Central   | 2019–20           | 2                   | 0                   | 3                 | 0                 | —                            | —                            | —                   | —                   | 5     | 0     |
| Rosario Central   | Total             | 46                  | 0                   | 14                | 0                 | 8                            | 0                            | 9                   | 0                   | 77    | 0     |
| Total na carreira | Total na carreira | 46                  | 0                   | 14                | 0                 | 8                            | 0                            | 9                   | 0                   | 77    | 0     |

- a. ^ Jogos da Copa da Argentina
- b. ^ Jogos da Taça Libertadores da América / Copa Sul-Americana
- c. ^ Jogos de Campeonatos regionais e estaduais e Torneios amistosos

## Títulos

### Rosario Central
- Copa Província de Santa Fé: 2017
- Copa da Argentina: 2017–18

### Prêmios individuais
- Melhor jogador da Copa da Argentina: 2017–18